# Amellal (cabrahigo)
Amellal es un cultivar de higuera de tipo Cabrahigo Ficus carica higuera macho productora de polen y albergando la mosca polinizadora Blastophaga psenes en el interior del fruto, unífera es decir con una sola cosecha por temporada los prohigos (profichi) de verano-otoño, con epidermis con color verde en la madurez; interior violeta de forma piriforme. Se localiza en la colección del National Californian Germplasm Repository - Davis en California.

## Sinonimia
- „Amellal fig“,[5][6]

## Historia
Según la monografía de Condit : « Amellal: (Nombre que significa "blanco", debido al color claro de la fruta madura.) Descrito e ilustrado por Mauri (1939a), una variedad la cual se ha propagado de un solo árbol en las cercanías de Mekla Argelia. »
Esta variedad la clasificó Condit en el "Condit Group" de cabrahigos con interior de color marrón o púrpura y epidermis verde.
Esta variedad de higuera está cultivada en el NCGR, Davis (National Californian Germplasm Repository - Davis).

## Características
La higuera 'Amellal' es un árbol de tamaño grande, con un porte esparcido difuso, vigoroso, muy productivo, de maduración temprana; hojas de 3 a 5 lóbulos. Es una variedad unífera de tipo cabrahigo, de producción abundante de prohigos insípidos.
Los prohigos son de tamaño grande, de 2 a 2-1 / 4 pulgadas de diámetro, parecido al de Illoul, pero menos acanalado;color de fondo de la epidermis verde en la madurez; interior violeta de forma piriforme; tallo muy corto.

## El cultivo de la higuera
Los higos 'Amellal' tiende a madurar bien en climas más fríos, cuando otras variedades no; son aptos para la siembra con protección en USDA Hardiness Zones 7 a más cálida, su USDA Hardiness Zones óptima es de la 8 a la 10. Producirá muchos frutos durante la temporada de crecimiento. El fruto de este cultivar es de tamaño grande, e insípido.